# Эпохальное путешествие пана Тржиски в Россию
«Эпохальное путешествие пана Тржиски в Россию» (чеш. Epochální výlet pana Třísky do Ruska) — чешский документальный фильм. Режиссёр и автор сценария Филип Ремунда.
Фильм показали 7 апреля 2011 года по чешскому телевидению. Чешские зрители увидели Россию такой, какая она есть.
В России был показан 8 и 9 декабря 2011 года в конкурсной программе на кинофестивале «Артдокфест». В 2012 году фильм был показан во Владивостоке на Международном фестивале телевизионных фильмов «Человек и море», затем на Международном кинофестивале стран АТР «Меридианы Тихого».

## Сюжет
Дипломную работу — документальный фильм «Чешская мечта» (чеш. Český sen) автор снял в 2004 году вместе с Витом Клусаком (чеш. Vít Klusák). Два молодых кинорежиссёра построили на пустыре фасад здания. И с помощью профессиональной рекламы заставили простых жителей Праги собраться на поле перед ним в день открытия гипермаркета. Тысячи людей, простых чехов, политиков, журналистов почувствовали себя обманутыми.
На грани обмана и двусмысленности балансирует и «Эпохальное путешествие». Только теперь вместо чехов — наши соотечественники.
Автор фильма хотел поговорить с простыми людьми в России о сегодняшнем положении в стране, о свободе и демократии — с юмором и без политкорректности.
И замаскировал свою работу под фильм об истории русско-чешских отношениях.
Сельский учитель на пенсии 73-летний Ярослав Тржиска отправляется в авантюрное путешествие по Транссибирской магистрали. В 1914—1920 годах в России воевал его дед — чешский легионер Йозеф Тржиска.
Ярослав одет в тренировочный костюм советского космонавта. Костюм воссоздали по фотографиям космонавта Алексея Губарева. На голове пана Тржиски — шлем и камера.
Фильм снимался в плацкартном вагоне, которым путешествует по России герой, в Екатеринбурге, Красноярске, Иркутске, Чите, Краснокаменске, Хабаровске и во Владивостоке в конце 2010 года. Снимался без сценария. Нарочито спонтанно.
Режиссёр хотел, чтобы люди сами подходили к главному герою. Героями фильма становятся случайные попутчики, прохожие, соседи по вагону, пьяные солдаты, кондукторы, золотая молодёжь, стриптизерши в ночном клубе, бабушки из сибирской деревни, журналисты и высокопоставленные должностные лица.
И пан Тржиска задает неудобные вопросы о КГБ, Чечне и гражданских свободах в путинской России.

## В ролях
- Ярослав Тржиска (чеш. Jaroslav Tříska) — играет самого себя

## Съёмочная группа
- Филип Ремунда (чеш. Filip Remunda) — автор сценария и режиссёр
- Якоб Галоусек (чеш. Jakub Halousek) — оператор
- Давид Наги (чеш. David Nagy) — звукорежиссёр